# Bo Hansson (producent)
Ove Bo Hansson, född 6 april 1940, död 20 maj 2011 i Karlskoga, var en svensk skivproducent, konstruktör och företagare. 
Hansson, som länge arbetat med utveckling av avancerad hifi-utrustning, grundade och drev under 1970-talet företaget AudioProdukter i Karlskoga och bildade i början av 1980-talet tillsammans med Lennart Bergstedt och Olle Neckman det ljudtekniska företaget Rauna med den avancerade hifi-utrustning de själv konstruerat, såsom skivspelare, förstärkare och gjutna högtalare. År 1984 grundade han det konkurrerande företaget och skivbolaget för akustisk musik Opus 3, först tillsammans med Jan-Eric Persson och sedermera i egen regi. År 2003 köpte han upp Rauna och den svenska högtalarelementtillverkaren Sinus. Hans breda perspektiv på musikinspelning, skivproduktion och hifi-utrustning gjorde honom till en känd profil bland många ljud- och musikintresserade. Hansson är begravd på Östra kyrkogården i Karlskoga.